# Puligny-Montrachet
Puligny-Montrachet is een gemeente in het Franse departement Côte-d'Or (regio Bourgogne-Franche-Comté) en telt 464 inwoners (1999). De plaats maakt deel uit van het arrondissement Beaune. Het dorp is vooral bekend door de uitstekende wijngaarden, waarvan de beroemdste de grand cru Le Montrachet is. Hier kan daarvan een kaart worden bekeken.

## Geografie
De oppervlakte van Puligny-Montrachet bedraagt 7,3 km², de bevolkingsdichtheid is 63,6 inwoners per km².
De onderstaande kaart toont de ligging van Puligny-Montrachet met de belangrijkste infrastructuur en aangrenzende gemeenten.

## Demografie
Onderstaande figuur toont het verloop van het inwonertal (bron: INSEE-tellingen).

## Partnersteden
- Geisenheim (Duitsland)